# 806 TCN
806 TCN là một năm trong lịch La Mã.